# Emersleben (Halberstadt)
Emersleben ist Ortsteil und Ortschaft der Stadt Halberstadt im Landkreis Harz in Sachsen-Anhalt.

## Geografie

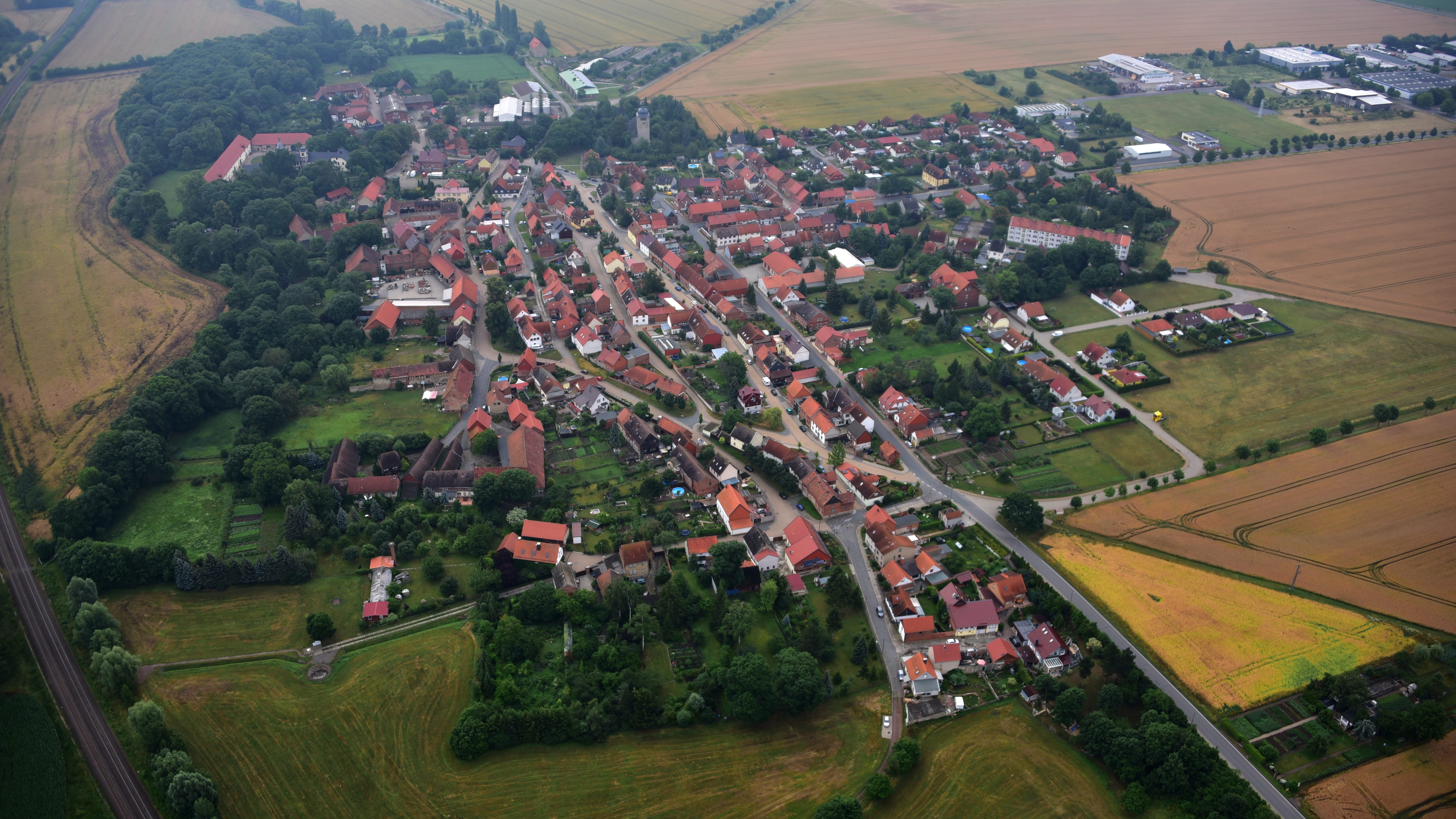
Emersleben (2017)

Die Ortschaft liegt im nordöstlichen Harzvorland nahe der Holtemme und an der Kreisstraße 1319, welche die Bundesstraßen 81 (Magdeburg-Nordhausen) und 245 (Haldensleben-Halberstadt) verbindet. Als Halberstädter Ortsteil zerschneidet sie die Verbandsgemeinde Vorharz. Über den Groß Quenstedter Bahnhof war Emersleben bis Mitte Dezember 2012 auch an das Bahnnetz und die auf der Bahnstrecke Magdeburg–Thale verkehrenden Regionalbahnen angeschlossen. Heute besteht nur noch eine Busverbindung durch die Buslinie 222 (Halberstadt – Dardesheim) der Harzer Verkehrsbetriebe. Zum Ortsteil gehören die Wohnplätze Chausseehaus und Vorwerk Emersleben.
Zur Bundesstraße 81 hin erstreckt sich das Gewerbegebiet Emersleben mit einer Gesamtfläche von ca. 19,7 ha.
Zur Infrastruktur gehören ebenso eine Kindertagesstätte, ein eigenes Feuerwehrhaus sowie ein Dorfgemeinschaftshaus.
Nachbarorte sind im Süden die Stadt Wegeleben (Verbandsgemeinde Vorharz) im Nordwesten die Gemeinde Groß Quenstedt (Verbandsgemeinde Vorharz) und im Nord(ost)en die Ortschaft Nienhagen, welche zur Stadt Schwanebeck (Verbandsgemeinde Vorharz) gehört. Östlich grenzt Emersleben an die Verbandsgemeinde Westliche Börde mit der Stadt Gröningen und damit an den Landkreis Börde.

## Geschichte

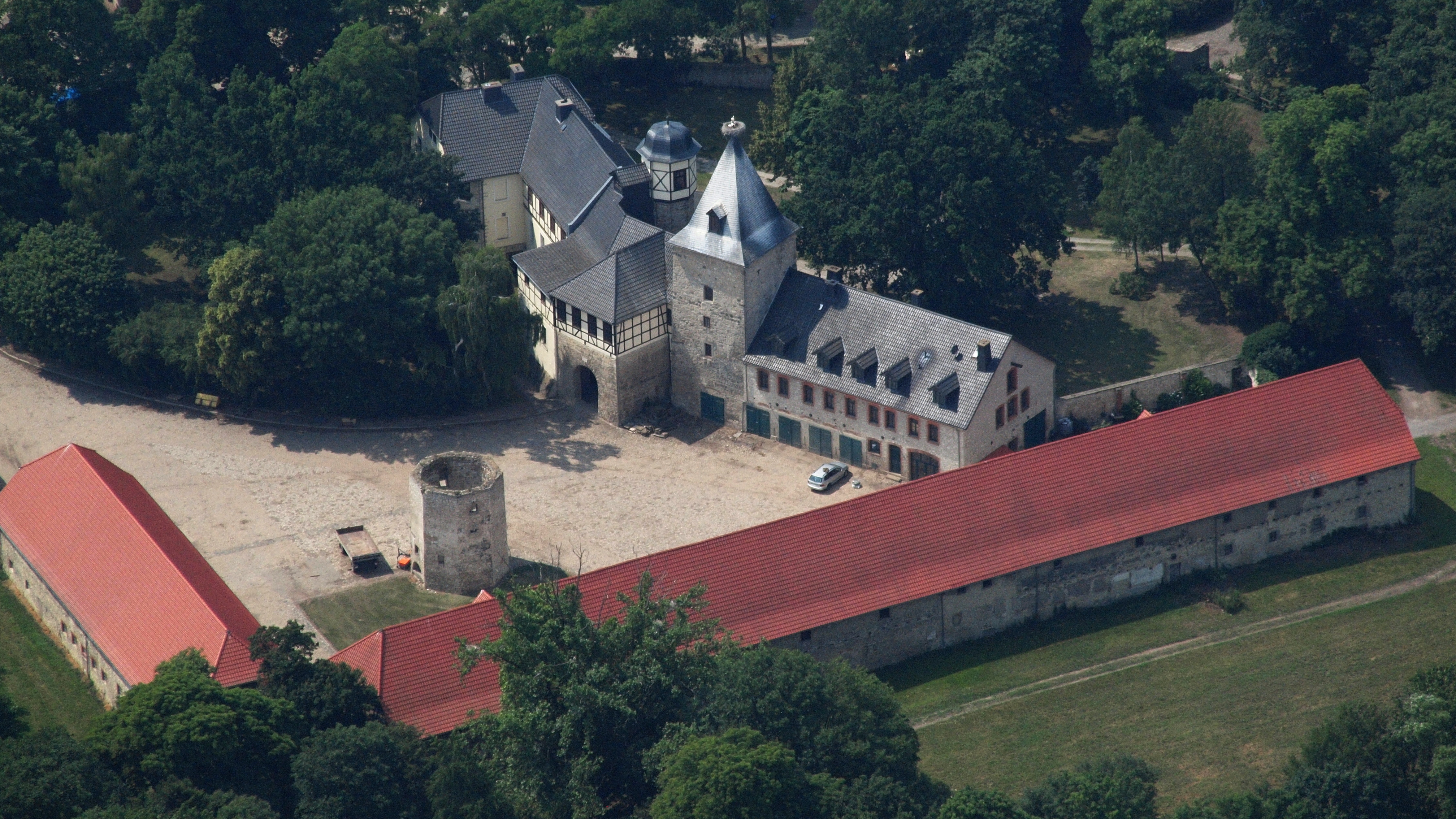
Gutshof mit Resten der Burg Emersleben

Sophienheim um 1900

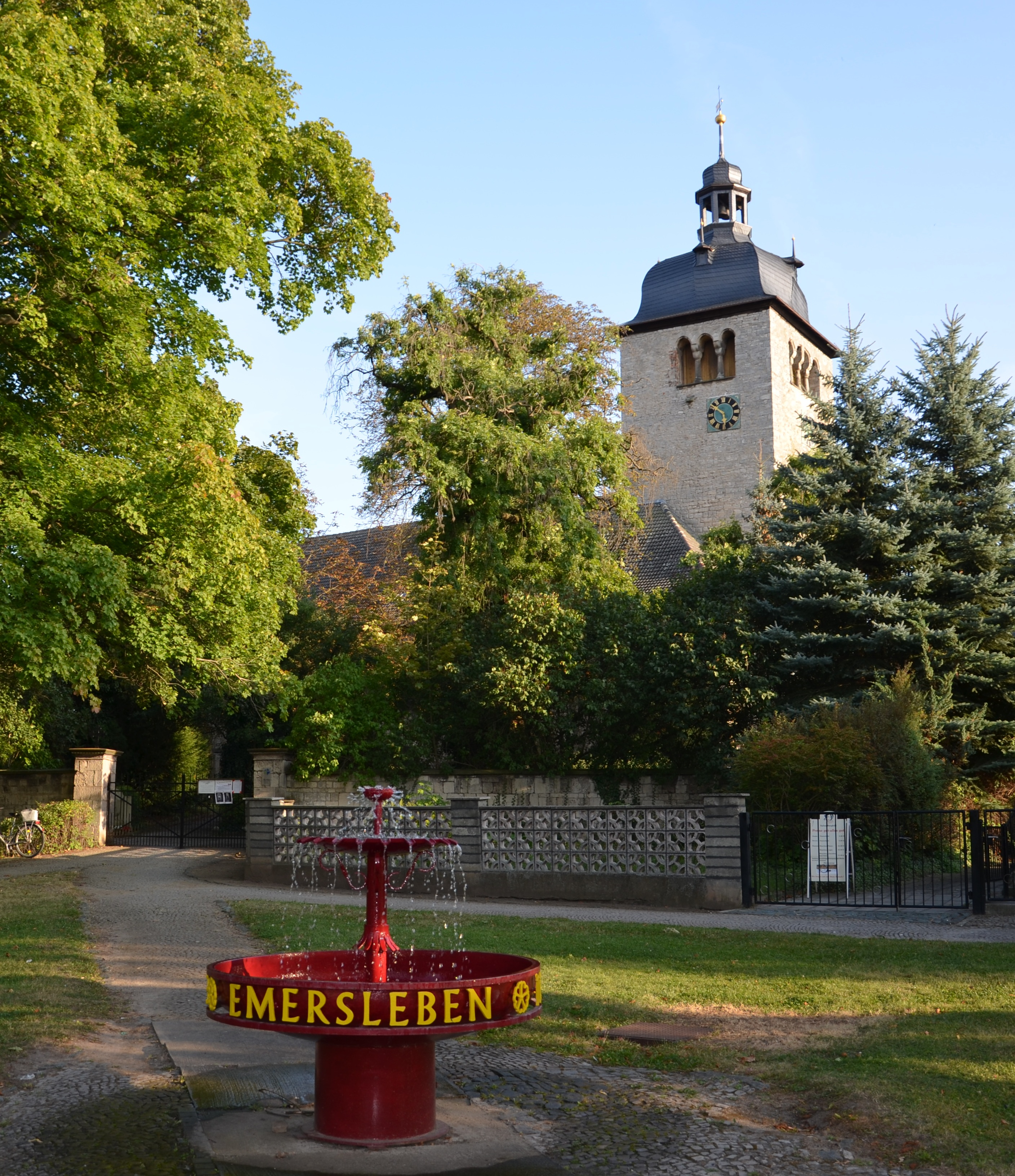
Kirche Sankt Petri mit dem zur 850-Jahr-Feier errichteten Springbrunnen

Bei Emersleben sind fast alle ur- und frühgeschichtlichen Perioden nachgewiesen. Hier wurden 1941 zwei Fürstengräber mit reichhaltigen Beigaben aus der spätrömischen Kaiserzeit (4. Jahrhundert) gefunden.
In einer Urkunde vom 18. Oktober 1136 besitzt das Halberstädter Sankt Paulsstift in Amersleve superior und inferior (dem oberen und unteren Dorfe) Land. 1147 wurde erstmals ein Geschlecht der „Edlen von Amerslove“ erwähnt. Die Kirche „St. Petri“ wurde 1187 in einer Urkunde als Mutterkirche der Kirche zu Niendorf bezeichnet. 1359 verpfändete der Bischof Ludwig von Halberstadt die Burg Emersleben an Arnold Stamer und Sohn auf Lebenszeit. 1481 übernahmen die Gebrüder Dorstadt das Gut und das Dorf Emersleben.
In einer Urkunde von 1558 wird von einer Brauerei und einem Trinkhaus (Taverne) berichtet. Während des Dreißigjährigen Krieges zog 1625 Wallenstein in Halberstadt und Umgebung ein. Friedrich Christoph von Stedern wurde 1661 neuer Schlossherr. 1667 war ein Fischstreit und Viehraub zwischen Emersleben und Groß Quenstedt. „Sankt Petri“ bekam 1686 eine Welsche Haube. Im Rahmen eines „Bierstreits“ zwischen der Gemeinde und dem Gut Emersleben kamen 1734 zwei Wächter ums Leben. Graf Wilhelm und Baron Heinrich von Borcke übernahmen 1788 das Gut und verpachteten es. 1806 zog das Heer von Napoleon in Halberstadt ein. Es gab erneut große Kriegslasten und -leiden für die Gemeinde. 1835 wurde eine erste Schule gebaut. Ein Schützenverein gründete sich 1851.
1862 folgte der Bau einer zweiten Schule (später – Rat der Gemeinde). 1868 wurde die Ziegelei errichtet. Dort konnte 1872 ein erster Ringofen eingeweiht werden. 1883 breitete sich eine Trichinose-Epidemie aus. Von 260 erkrankten Einwohnern starben 52. Es folgte die Gründung einer Posthilfstelle, welche später in eine Postagentur umgewandelt wurde. 1886 konnte auch eine Fernsprechstelle eingerichtet werden. Das Sophienkrankenhaus, welches heute als Sophienheim eine Einrichtung für sinnengeschädigte Menschen in Trägerschaft des Diakonissen-Mutterhauses Cecilienstift Halberstadt ist, wurde 1896 erbaut. Im Jahr darauf gründeten Einwohner die Freiwillige Feuerwehr Emersleben. 1905 schloss man den Ort an das elektrische Überlandnetz an.
Am 30. September 1928 wurde der Gutsbezirk Emersleben mit der Landgemeinde Emersleben vereinigt.
Nach Ende des Zweiten Weltkriegs wurde der Großgrundbesitz enteignet und die sogenannte demokratische Bodenreform durchgeführt. Das Gut Emersleben wurde in ein Volksgut umgewandelt. Am 20. Juli 1950 wurde Emersleben in die Gemeinde Groß Quenstedt eingemeindet.
1959 erfolgte die Gründung der LPG Typ III „Freiheit“, 1960 die der LPG Typ I „Frieden“. 1975 wurden Emersleben und Groß Quenstedt Teil des neu gegründeten Gemeindeverbandes Wegeleben. 1981 brannte es in der Gaststätte „Zum Dorfkrug“.
Emersleben erlangte am 13. Juni 1984 wieder die Selbstständigkeit als Gemeinde. 1984 und 1985 holte der Ort den 1. Platz im Leistungsvergleich der Städte und Gemeinden des Kreises Halberstadt. Anlässlich der 850-Jahr-Feier errichtete man 1986 einen Brunnen vor dem damaligen Rat der Gemeinde. 
Am Tag der Übernahme der DDR durch die Bundesrepublik, dem 3. Oktober 1990, lebten 755 Einwohner in Emersleben. 1990 erfolgte auch der Ankauf von Bauland zur Errichtung eines Gewerbegebietes und am 1. November der erste Spatenstich. 1991 kam es nach der Restaurierung zum Brand des Storchenturmes auf dem Gut Emersleben. Im gleichen Jahr konnte der Grundstein für die erste Firmenansiedlung im Gewerbegebiet gelegt werden. Emersleben wurde außerdem Teil der Verwaltungsgemeinschaft Schwanebeck. Nach einer Abstimmung der Einwohner kam es schließlich am 1. Mai 1995 zur Eingemeindung in die Stadt Halberstadt.
Zum 31. Dezember 2019 lebten 636 Einwohner in Emersleben.

### Bevölkerungsentwicklung
| Datum             | Einwohner |
| ----------------- | --------- |
| 1. Dezember 1871  | 749       |
| 16. Juni 1925     | 869       |
| 29. Oktober 1946  | 1299      |
| 3. Oktober 1990   | 755       |
| 31. Dezember 1991 | 744       |
| 31. Dezember 1992 | 744       |
| 31. Dezember 1993 | 752       |
| 31. Dezember 1994 | 767       |
| 31. Dezember 2019 | 636       |

## Politik

### Ortschaftsrat und Ortsbürgermeister
Als eingemeindete Ortschaft hat Emersleben entsprechend der sachsen-anhaltischen Kommunalverfassung einen eigenen Ortschaftsrat und einen Ortsbürgermeister.
Nach der Kommunalwahl in Sachsen-Anhalt von 2009 verfügte die Freie Wählergemeinschaft Emersleben im Ortschaftsrat über acht Sitze, die CDU über einen Sitz. Diese Sitzverteilung wurde durch die Kommunalwahl von 2014 bestätigt. Bei der Kommunalwahl am 26. Mai 2019 erhielt die Wählergemeinschaft wieder acht Sitze, die CDU verlor ihren Sitz an den Einzelbewerber Hagen Godisch. Andere Parteien oder Listen waren nicht angetreten. 
Erneut acht Sitze errang die Emerslebener Wählergemeinschaft bei den Ortschaftsratswahlen 2024. Ein Sitz ging wieder an einen Einzelbewerber.
Ortsbürgermeister ist Marco Weiß von der Freien Wählergemeinschaft Emersleben. Er wurde im September 2022 vom Ortschaftsrat Emersleben als Nachfolger von Guido Spillecke (Freie Wählergemeinschaft Emersleben) gewählt und behielt das Amt nach der Neuwahl des Ortschaftsrates 2024. Der 1. stellvertretende Ortsbürgermeister ist Dennis Hotopp, der ebenfalls der Emerslebener Wählergemeinschaft angehört.

### Wappen

Verwendetes Vollwappen

Das in Emersleben verwendete Wappen wurde nie offiziell bestätigt und unterlag keinem Genehmigungsverfahren. Es wird gewohnheitsmäßig verwendet und widerspricht den Regeln der Heraldik vor allem in Bezug auf die Tingierung (z. B. Gold auf Silber). Das Wappen wurde der Chronik von 1912 entnommen. Hierbei handelte es sich jedoch um die Schwarz-Weiß-Darstellung des Familienwappens derer von Alvensleben. Dieses Geschlecht wurde vom Autor der Chronik, dem Dorflehrer Robert Wennig, mit Emersleben in Verbindung gebracht. Bei der Beschreibung der Farbgebung des Wappens der Familie von Alvensleben unterlief Lehrer Wennig allerdings ein Fehler. Er beschrieb rote Rosen, während die Rosen im alvenslebenschen Wappen weiß auf rotem Grund sind. Nach dieser Beschreibung wurde das Emerslebener Wappen farblich gestaltet, so dass gegenüber dem alvenslebenschen Wappen die roten Balken verschwanden, welche gelb (gold) und weiß (silber) trennten. Das Emerslebener Wappen ist also eine verunglückte Form des Wappens des Adelsgeschlechtes Alvensleben.

## Sehenswürdigkeiten

### Bauwerke

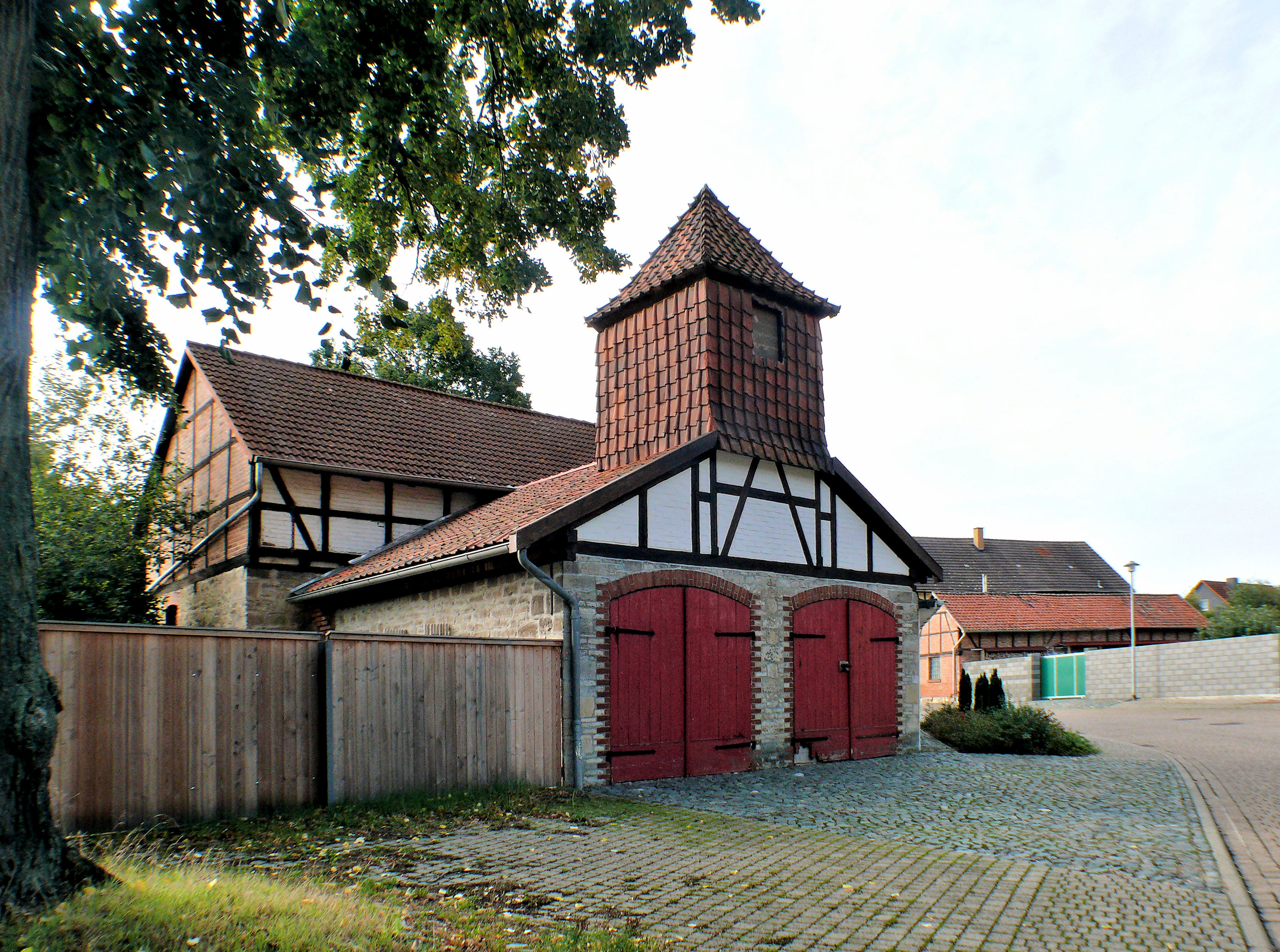
Altes Spritzenhaus

Im Ort befinden sich 14 im örtlichen Denkmalverzeichnis eingetragene Baudenkmale.
Zu den Sehenswürdigkeiten zählen das Schloss Emersleben (Gutshof) mit angrenzendem Park und die Emerslebener Dorfkirche Sankt Petri. Bemerkenswert ist auch ein rundbogiges Sandsteinportal am Grundstück Bauernreihe 44, welches ursprünglich aus dem Schloss Gröningen stammt, das 1817 abgerissen wurde. Mehrere denkmalgeschützte Bauernhöfe und das historische Spritzenhaus befinden sich ebenfalls in der Bauernreihe. Diese steht abschnittsweise auch als ganzer Straßenzug unter Denkmalschutz, ebenso wie der Pfarrhof und die ehemalige Dorfschule.

## Persönlichkeiten
In Emersleben verstarb der preußische Politiker und Emerslebener Rittergutsbesitzer Hans Rimpau (1854–1919) sowie der evangelische Pfarrer und Theologe Karl Begrich (1879–1952).